# Ochna holtzii
Ochna holtzii är en tvåhjärtbladig växtart som beskrevs av Ernest Friedrich Gilg. Ochna holtzii ingår i släktet Ochna och familjen Ochnaceae. Inga underarter finns listade i Catalogue of Life.